# Blaveta de l'astràgal
La blaveta de l'astràgal (Polyommatus escheri) és una espècie de lepidòpter papilionoïdeu de la família dels licènids (Lycaenidae) present als Països Catalans.

## Distribució
Es troba en zones del Marroc i sud d'Europa. Meitat est i nord de la península Ibèrica, des de Serra Nevada fins a la Serralada Cantàbrica i Pirineus.

## Hàbitat
Zones rocoses amb flors. L'eruga s'alimenta d'astràgal, als Països Catalans sobretot d'Astragalus monspessulanus.

## Període de vol
Fa una generació a l'any entre maig i agost, depenent de la localitat i l'altitud. Hiberna com a larva jove.

## Comportament
Erugues ateses per les formigues Myrmica specioides o Formica cinerea.